# La Pobla de Sant Miquel
La Pobla de Sant Miquel (en xurro La Puebla de San Miguelo, i en castellà i oficialment, Puebla de San Miguel) és un municipi del País Valencià que es troba a la comarca del Racó d'Ademús.
Limita amb Ademús (a la mateixa comarca) i amb Arcos de las Salinas i Camarena de la Sierra (a la província de Terol, Aragó).

## Geografia
Ocupa l'extrem oriental de la comarca i està enclavat en els contraforts de la serra de Javalambre, a la Vall de Sant Miquel. En el seu terme es troba la cota més alta del País Valencià, l'Alto de las Barracas (1.839 m), erròniament conegut com a Calderón. Posseïx extensos pasturatges, pinedes i savinars.
El clima és fred i sec.

## Història
Se li atribuïx una fundació posterior a la conquesta cristiana i així sembla indicar-ho el seu nom, amb la condició de pobla. Va pertànyer en principi al senyoriu de la Corona d'Aragó, encara que formant part de l'Orde de Montesa. Més tard, va passar a Miguel Rico, qui la va vendre per una quantitat bastant elevada.
Es va emancipar d'Ademús el 2 de febrer de 1765, constituint-se com a municipi independent.
A partir de la divisió provincial realitzada per Javier de Burgos en 1833, es va dur a més la creació dels partits judicials. Segons el Decret Reial del 21 d'abril 1834, la Pobla de Sant Miquel passa a formar part del Partit Judicial d'Alpont, amb la capital a Xelva.
Els seus agrests paratges van ser refugi de partides carlines i la població va haver de patir diverses ràtzies dels guerrillers.

## Demografia
| 1990 | 1992 | 1994 | 1996 | 1998 | 2000 | 2002 | 2004 | 2006 | 2008 | 2010 |
| ---- | ---- | ---- | ---- | ---- | ---- | ---- | ---- | ---- | ---- | ---- |
| 45   | 39   | 65   | 77   | 80   | 81   | 73   | 68   | 65   | 66   | 88   |

## Economia
Basada tradicionalment en l'agricultura i la ramaderia, el regadiu ocupa unes 14 hectàrees destinades a creïlles, alfals i hortalisses, mentre que el secà es dedica als cereals i la vinya. La ramaderia compta amb caps de llanar. L'absència d'indústria, el rigor climàtic, la pobresa del sòl i unes comunicacions deficients han motivat l'emigració dels seus habitants.

## Política i govern

### Composició de la Corporació Municipal
El Ple de l'Ajuntament està format per 3 regidors. En les eleccions municipals de 26 de maig de 2019 foren elegits 2 regidors del Partit Socialista del País Valencià (PSPV-PSOE) i 1 del Partit Popular (PP).
| Eleccions municipals de 26 de maig de 2019 - la Pobla de Sant Miquel                                                                      |                                          |                                     |                                                    |                     |          |          |
| Candidatura | Candidatura                              | Candidatura                         | Candidats                                          | Vots                | Vots     | Regidors |
| | Partit Socialista del País Valencià-PSOE |                                     | Felipe Tortajada Azcutia Eva María Azcutia Marqués | 39 ( Sí) · 38 ( Sí) | 80,85%   | 2 ()     |
| | Partit Popular                           |                                     | Jesús Cabañero Garrido Carolina Manzano Martínez   | 7 ( Sí) · 4 ( No)   | 10,64%   | 1 ()     |
| | Vots en blanc                            |                                     |                                                    | 2                   | 4,26%    |          |
| Total vots vàlids i regidors | Total vots vàlids i regidors             | Total vots vàlids i regidors        | Total vots vàlids i regidors                       | 47                  | 100 %    | 3        |
| | Vots nuls                                | Vots nuls                           | Vots nuls                                          | 0                   | 0,00%    |          |
| Participació (vots vàlids més nuls) | Participació (vots vàlids més nuls)      | Participació (vots vàlids més nuls) | Participació (vots vàlids més nuls)                | 47                  | 75,81%** |          |
| Abstenció | Abstenció                                | Abstenció                           | Abstenció                                          | 15*                 | 24,19%** |          |
| Total cens electoral | Total cens electoral                     | Total cens electoral                | Total cens electoral                               | 62*                 | 100 %**  |          |
| Alcaldessa: Eva María Azcutia Marqués (PSPV) (15/06/2019)                                                                                 |                                          |                                     |                                                    |                     |          |          |
| Fonts: JEC, JEZ Llíria, Ministeri de l'Interior, Periòdic Ara. (* No són vots sinó electors. ** Percentatge respecte del cens electoral.) |                                          |                                     |                                                    |                     |          |          |

### Alcaldes
Des de 2007 l'alcaldessa de la Pobla de Sant Miquel és Eva María Azcutia Marqués del Partit Socialista del País Valencià (PSPV-PSOE).
| Període                       | Alcalde o alcaldessa           | Partit polític | Data de possessió | Observacions |
| ----------------------------- | ------------------------------ | -------------- | ----------------- | ------------ |
| 1979–1983                     | Vicente Luz Blasco             | UCD            | 19/04/1979        | --           |
| 1983–1987                     | Juan Manuel Barrachina Moliner | OIV            | 28/05/1983        | --           |
| 1987–1991                     | Juan Manuel Barrachina Moliner | OIV            | 30/06/1987        | --           |
| 1991–1995                     | Francisco Tortajada Marques    | PSPV-PSOE      | 15/06/1991        | --           |
| 1995–1999                     | Luis María Alcusa Belsue       | AIPSN          | 17/06/1995        | --           |
| 1999–2003                     | Luis María Alcusa Belsue       | PP             | 03/07/1999        | --           |
| 2003–2007                     | Luis María Alcusa Belsue       | PP             | 14/06/2003        | --           |
| 2007–2011                     | Eva María Azcutia Marqués      | PSPV-PSOE      | 16/06/2007        | --           |
| 2011–2015                     | Eva María Azcutia Marqués      | PSPV-PSOE      | 11/06/2011        | --           |
| 2015–2019                     | Eva María Azcutia Marqués      | PSPV-PSOE      | 13/06/2015        | --           |
| 2019-2023                     | Eva María Azcutia Marqués      | PSPV-PSOE      | 15/06/2019        | --           |
| Des de 2023                   | n/d                            | n/d            | 17/06/2023        | --           |
| Fonts: Generalitat Valenciana |                                |                |                   |              |

## Monuments

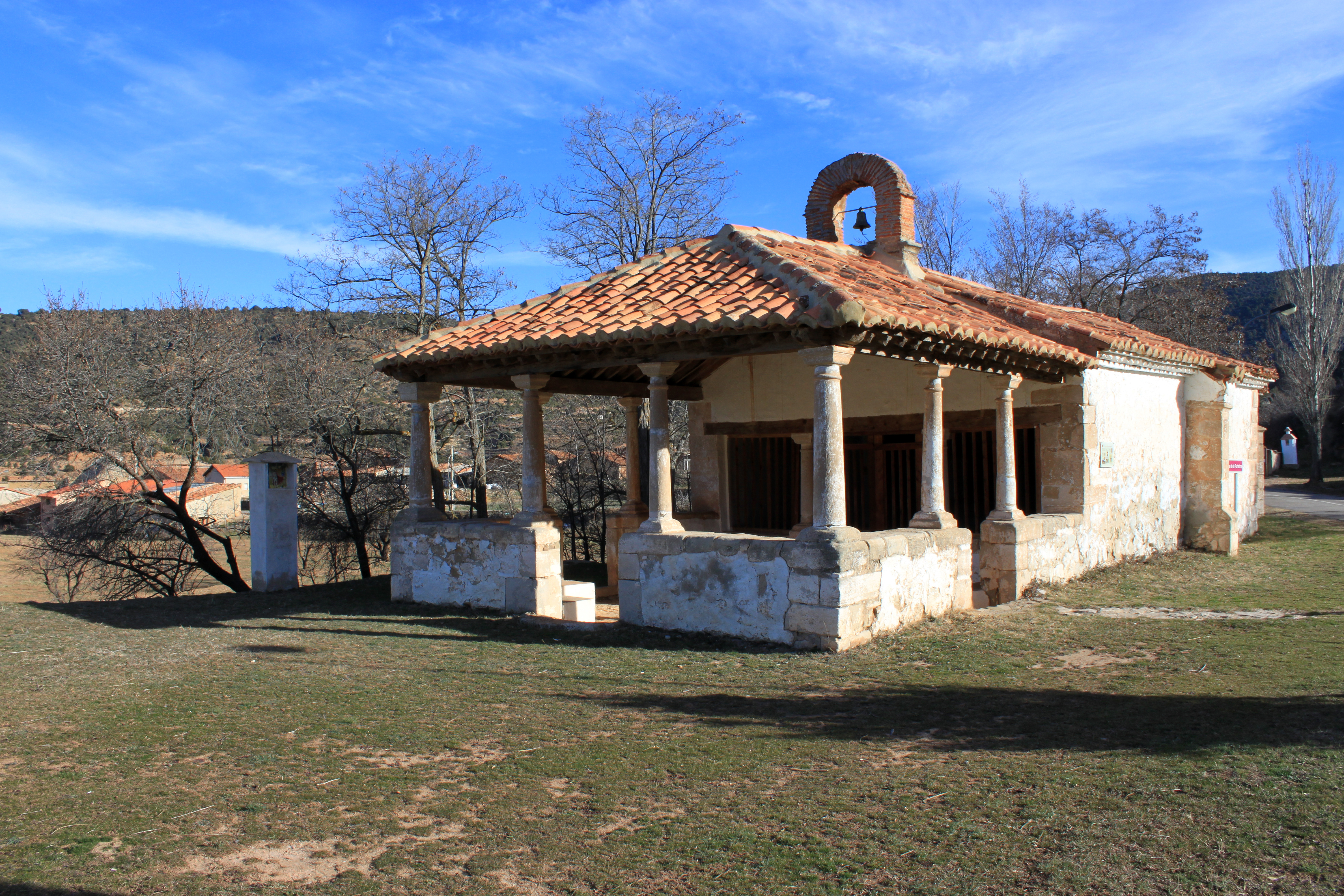
Ermita de la Puríssima.

- Església de Sant Miquel. Construïda a la fi del segle xvii, conté dos retaules de bona qualitat i en bon estat de conservació, atribuïts a Joan de Joanes i deixebles. A més, es poden apreciar dos belles talles de Sant Miquel i de la Verge del Rosari. L'altar major va desaparéixer com a conseqüència de la Guerra Civil, però encara en queden algunes mostres.
- Ermita de la Puríssima. Fon restaurada i es troba en perfecte estat de conservació. Consta la signatura del pedrapiquer i està datada cap a l'any 1700.
- Ermita de Sant Roc. Es troba en un mal estat de conservació.
- Jaciments geològics i arqueològics. Existixen dos assentaments ibèrics sense estudiar i un jaciment de fòssils de dinosaure que es troba en estudi.

## Cultura
- Arxiu històric. Està situat en l'antic Ajuntament i és un dels pocs arxius històrics municipals del País Valencià que es conserva complet, ja que afortunadament, no va ser destruït ni en les Guerres Carlines ni en la Guerra Civil Espanyola, de la qual va ser salvat per N'Antonio Argilés. Conté documents des de l'any 1400 fins als nostres dies, amb sèries completes d'anys, de les quals historiadors i erudits ja han realitzat diversos llibres. Estos documents es poden consultar també en l'Arxiu del Regne de València, gràcies al fet que el seu personal va fer-ne l'inventariat, classificació i microfilmat.
- Sala permanent d'exposicions. Situada en el mateix edifici (l'antic Ajuntament), s'hi realitzen exposicions amb una periodicitat quinzenal, abastant entre els seus temes tota la gamma d'arts plàstiques (escultura, aquarel·la, oli, fotografia, dibuix, ceràmica, etc.), així com exposicions monogràfiques (música, botànica, recuperació de fotografia popular, etc.).
- Museu Etnològic El Cubo. Està situat en una de les nou almàsseres que existien antigament en la Pobla de Sant Miquel, i de les quals ara només en queden dos. En el museu es pot admirar tots els utensilis que s'empraven antany en les labors compreses des que es plantava la vinya fins que se n'obtenia el vi elaborat.
- Casa del Cirujano-barbero. Edifici que complementa l'anterior, dedicant la primera planta a centre de restauració i taller, la segona a l'agricultura de secà i la tercera a la ramaderia i la fusta, que són les tres activitats econòmiques que han caracteritzat la Pobla de Sant Miquel.

## Llocs d'interés
- Parc Natural de la Pobla de Sant Miquel. El parc té una superfície de més de 6.300 hectàrees, que comprén la totalitat del terme de la Pobla. La declaració com a espai protegit ha sigut polèmica i ha trobat una forta oposició dels pocs veïns que hi viuen.

## Festes i celebracions
- Los Mayos. Els fadrins ("Mayos") celebren la plenitud de la primavera amb cants populars a les "Mayas".
- Romiatge de Santa Quitèria. Se celebra el diumenge més pròxim al 22 de maig i finalitza fora del terme de la Pobla de Sant Miquel, concretament en la Foia de la Carrasca (Terol), on es troba l'ermita. Allí acudixen tots els veïns de la Pobla, se celebra una missa i s'obsequia a tots els assistents amb licors i pastes. Posteriorment es desplacen tots els romanís al terme de la Pobla de Sant Miquel, on es repartix un "mollete" (peça de pa amb forma de pit) a cada visitant, fent-se càrrec de la despesa els veïns de la Pobla (als quals es diu "caridaderos"), finalitzant el romiatge amb un menjar familiar en la muntanya.
- Festes d'estiu. Se celebren revetles, menjades populars, competicions lúdiques i esportives, actuacions folklòriques, etc., del 13 al 15 d'agost, en honor de Sant Miquel i la Puríssima.
- Festes patronals. El 29 de setembre en honor de Sant Miquel.